# Marchese di Santa María de Barbará
Marchese di Santa María de Barbará è un titolo nobiliare spagnolo concesso dal re Filippo V di Spagna il 12 luglio 1702 a Josep Galceran II de Pinós-Santcliment, figlio del nobile Josep Galceran I de Pinós-Santcliment, II signore di Santa Maria de Barberà, e della sua seconda moglie Maria de Rocabertí, baronessa di Montbui e di Riald. Il titolo rimarrà ai Pinós-Santcliment per oltre un secolo e mezzo, fino al 1857, quando venne ereditato dai Sarriera.
A Josep Galceran II de Pinós-Santcliment fu concessa la Grandezza di Spagna il 18 agosto 1707; questa tuttavia non fu unita al titolo marchionale, ed è per questo motivo che esso primamente non risultava come titolo con G.E.; nonostante ciò, quando nel 1968 il titolo fu creato nuovamente per Joaquín de Sarriera y Losadacon da Francisco Franco, esso comportava la G.E..

## Signori di Santa María de Barbará
|                                | Titolare                               | Periodo                        |
| Creazione fatta da Filippo III | Creazione fatta da Filippo III         | Creazione fatta da Filippo III |
| ------------------------------ | -------------------------------------- | ------------------------------ |
| I                              | Bernat Galceran de Pinós-Santcliment   | 1599-1626                      |
| II                             | Josep Galceran I de Pinós-Santcliment  | 1626-1680                      |
| III                            | Josep Galceran II de Pinós-Santcliment | 1680-1702                      |

## Marchesi di Santa María de Barbará
|                                             | Titolare                                    | Periodo                            |
| Prima creazione fatta da Filippo V          | Prima creazione fatta da Filippo V          | Prima creazione fatta da Filippo V |
| ------------------------------------------- | ------------------------------------------- | ---------------------------------- |
| I                                           | Josep Galceran II de Pinós-Santcliment      | 1702-1718                          |
| II                                          | Josefa de Pinós-Santcliment                 | 1718-1747                          |
| III                                         | Josep Galceran III de Pinós-Santcliment     | 1747-1785                          |
| IV                                          | Josep Esteban Galcerán de Pinós-Santcliment | 1785-1813                          |
| V                                           | Josep Ramón de Pinós-Santcliment            | 1813-1830                          |
| VI                                          | Rafael Francesc de Pinós-Santcliment        | 1830-1838                          |
| VII                                         | María Josefa de Pinós-Santcliment           | 1838-1857                          |
| VIII                                        | Ramón de Sarriera y Pinós-Santcliment       | 1857- ?                            |
| IX                                          | Enrique de Sarriera y de Vilallonga         | ? -1868                            |
| Seconda creazione fatta da Francisco Franco |                                             |                                    |
| X                                           | Joaquín de Sarriera y Losada                | 1952- ?                            |
| XI                                          | María Victoria de Salmá y Coll              | 1984-1987                          |
| XII                                         | Ramón de Sarriera y Fernández de Muriaín    | 1987-attuale titolare              |

## Storia dei signori e marchesi di Santa María de Barbará

### Signori di Santa María de Barbará

#### Casa di Pinós-Santcliment
- Bernat Galceran de Pinós-Santcliment (.-1626), I signore di Santa María de Barberá.

1. Sposò Elionor de Corbera-Santcliment. Gli succedette suo nipote:

- Josep Galceran I de Pinós-Santcliment (.-1680), II signore di Santa María de Barbará.

1. Sposò, in prime nozze, Oròsia d'Agullana-Sanz de Latrás.
2. Sposò, in seconde nozze, Maria de Rocabertí. Gli succedette suo figlio:

- Josep Galceran II de Pinós-Santcliment (.-1718), III signore di Santa María de Barberá. Fu creato marchese nel 1702:

### Marchesi di Santa María de Barbará

#### Casa di Pinós-Santcliment
- Josep Galceran II de Pinós-Santcliment (.-1718), I marchese di Santa María de Barberá.

1. Sposò, in prime nozze, Agustina de Urríes y Gurrea.
2. Sposò, in seconde nozze, María Gracia de Boixadors, figlia di Joan Antoni de Boixadors-Pax, V conte di Zavellá, VII conte di Peralada, V marchese di Anglesola, visconte di Rocabertí, barone di Vallmoll. Gli succedette sua figlia:

- Josefa de Pinós-Santcliment (.-1747), II marchesa di Santa María de Barbará.

1. Sposò Josep Garcerán de Pinós-Santcliment, signore di Seró, Rialb e Torre Salbana (figlio di Miquel d'Alentorn, marchese d'Alentorn), suo secondo cugino. Le succedette suo figlio:

- Josep Galceran III de Pinós-Santcliment (.-1785), III marchese di Santa María de Barbará.

1. Sposò Magdalena Sureda de Sant Martí. Gli succedette suo figlio:

- Josep Esteban Galcerán de Pinós-Santcliment (.-1813), IV marchese di Santa María de Barbará.

1. Sposò María Josefa de Copóns y Despujol, II marchesa de la Manresana (figlia di Ramón Ignacio de Copóns y de Iborra, I marchese de la Manresana, barone di Cervelló e barone di Sant Vicent dels Horts). Gli succedette suo figlio:

- Josep Ramón de Pinós-Santcliment (.-1830), V marchese di Santa María de Barbará, III marchese de la Manresana, barone di Bellera, Cervelló e Sant Vicent dels Horts. Senza discendenza. Gli succedette suo fratello:
- Rafael Francesc de Pinós-Santcliment (.-1838), VI marchese di Santa María de Barbará, IV marchese de la Manresana, barone di Bellera, Cervelló e Sant Vicent dels Horts. Senza discendenza (anche se si ritiene che abbia avuto una figlia, della quale si ignora il nome, che avrebbe poi sposato un certo Dionisio Alcalá-Galileo). Gli succedette sua sorella:
- María Josefa de Pinós-Santcliment (.-1857), VII marchesa di Santa María de Barbará, V marchesa de la Manresana.

1. Sposò José María de Sarriera y Despujol, VI conte di Solterra. Le succedette suo figlio:

#### Casa di Sarriera
- Ramón de Sarriera y Pinós-Santcliment, VIII marchese di Santa María de Barbará, VI marchese de la Manresana, VIII marchese di Moix, VII conte di Solterra.

1. Sposò, in prime nozze, María de la Soledad de Vilallonga y de Amat.
2. Sposò, in seconde nozze, María de los Dolores de Zarrard y Juez-Sarmiento. Gli succedette suo figlio, avuto dal primo matrimonio:

- Enrique de Sarriera y de Vilallonga (.-1868), IX marchese di Santa María de Barbará, VII marchese de la Manresana.

1. Sposò María del Pilar Losada y Rosés. Gli succedette suo figlio:

- Joaquín de Sarriera y Losada, X marchese de Santa María de Barbará, VIII marchese de la Manresana.

1. Sposò Inés Fernández de Muriaín y Oliozola. Gli succedette, a seguito della seconda creazione del titolo, un discendente del VIII marchese di Santa María de Barbará:

- María Victoria de Salmá y Coll (1911-.), XI marchesa di Santa María de Barbará, VI marchesa di Marianao, V marchesa di Villanueva-Geltrú, XI contessa di Solterra.

1. Sposò José de Fontcuberta y Casanova, IV marchese di Vilallonga, figlio di Francisco Javier de Fontcuberta y de Dalmases, III marchese di Vilallonga e di María del Carmen Casanova y Perella. A María Victoria succedette, come XII marchese di Santa María de Barbará, in seguito all'annullamento del riconoscimento in suo favore del titolo, il figlio del X marchese di Santa María de Barbará:

- Ramón de Sarriera y Fernández de Muriaín (n. en 1945), XII marchese di Santa María de Barbará, X marchese de la Manresana.

1. Sposò Marcela Bernat Valenzuela.